# Satibarzanes
Satibarzanes (griech.: Σατιβαρζανης) († 330 v. Chr.) war unter dem persischen Großkönig Darius III. Satrap der Provinz Aria im Westen des heutigen Afghanistan.
Als Alexander der Große im Jahr 330 v. Chr. von Hyrkanien kommend anrückte, ergab sich Satibarzanes, woraufhin Alexander ihm die Verwaltung der Satrapie Aria beließ. Zur Sicherung ließ Alexander aber einen Trupp von 40 makedonischen Reitern unter dem Kommando von Anaxippos im Land. Nachdem Alexander ostwärts weitergezogen war, ließ Satibarzanes die makedonischen Reiter niedermachen und rief die Bewohner Arias zum Aufstand gegen Alexander auf. Satibarzanes verschanzte sich mit seinen Truppen in der Stadt Artakoana, doch gelang es Alexander die Stadt einzunehmen, deren Einwohner er in die Sklaverei verkaufte. An ihrer Stelle ließ er eine hellenistische Siedlung mit dem Namen Alexandria errichten, das heutige Herat. Satibarzanes war unterdessen die Flucht zu Alexanders Widersacher Bessos gelungen; er sammelte eine Truppe von 2000 Reitern um sich und fiel erneut in Aria ein. Alexander schickte ihm ein Heer unter der Führung der Feldherren Artabazos, Erigyios und Karanos entgegen. In der Schlacht gegen diese fiel Satibarzanes.